# Úžasňákovi
Úžasňákovi (v anglickém originále The Incredibles) je americká rodinná animovaná komedie z roku 2004. Režisérem a autorem scénáře je Brad Bird. Jedná se o šestý film studia Pixar. Bob Parr je bývalý superhrdina, který pověsil svůj kostým na hřebík, stal se úředníkem a věnuje se své manželce a třem dětem – dokud mu do života nevstoupí superpadouch Syndrom. V roce 2017 bylo oznámeno pokračování.

## Děj
Začátek filmu nás zavede k seznámení mezi Helen a Bobem neboli Elastičkou a panem Úžasňákem. Elastička se umí libovolně roztahovat a pan Úžasňák má supersílu. Po 15 letech mají tři děti - patnáctiletou Violett která umí ovládat telepatii a neviditelnost, osmiletého Dashe který je superrychlý a jednoročního Jack Jacka, u kterého se superschopnosti zatím neprojevily. Hrdinství je v té době zakázené zákonem, z důvodů tajných identit superhrdinů. Soudní verdikt po jistém incidentu s bankovní loupeží spojenou se záchranou sebevraha zněl: "Nastal čas pro všechny tajné identity, aby měly pouze jednu identitu. Ať jsou rovny nám, nebo ať táhne." A tak každý hrdina musel pověsit svou práci na hřebík. Ovšem až na Boba a Luciuse, známého jako Mražoun. Spolu tajně po nocích kazí různá přepadení, loupeže apod. Bob pracuje v pojišťovně, kde na truc svého šéfa pomáhá obyčejným lidem získat pojistky, za což je poté kárán a po napadení šéfa v návalu vzteku i vyhozen. Později přijme misi, během níž má zlikvidovat robota. Na ostrově sídlí i jeho nepřítel Syndrom, který robota zkonstruoval pro účely testů jeho sebeobrany. Po přistání prozkoumává ostrov a hledá robota, s nímž následně bojuje a zvítězí. Později se setká s novým padouchem Syndromem (bývalým fanouškem Pana Úžasňáka), který si vytvořil oblek díky kterému dokáže létat a dálkově hýbat s věcmi, a jenž chce vyhladit všechny superhrdiny z dávných dob a sám ovládnout celý svět. Bobovi se podaří uniknout do podzemní jeskyně a později je zajat. Mezitím Helen zjišťuje, kde se Bob nachází a (i přes nesouhlas) se spolu s celou rodinou jej vydává vysvobodit, malého Jack Jacka nechávají u chůvy. Na ostrov se sice dostanou, ale jsou nuceni se rozdělit. Elastička najde pana Úžasňáka a vysvobodí ho. Zjišťují, že Syndrom chce vypusit raketu s novým robotem, který by si podmanil celý svět. Když se rodina najde, tak je již raketa vypuštěna a oni se vydávají robota a Syndroma zastavit. K nim se připojí ještě Mražoun, a po dlouhém boji s robotem nakonec vyhrají, ale zbývá ještě Syndrom. Ten unáší Jack Jacka do svého letounu, což se mu nepodaří, neboť se u Jack Jacka projeví hned několik superschopností. Syndrom je nakonce poražen, ovšem se značným poničením města. Film končí scénou, kdy se na školní sportovní hřiště provrtá nový zloduch, který si říká Podkopávač, jenž lidstvu vyhlásí válku a superhrdinové znovu vyráží do boje.

## Obsazení
- Craig T. Nelson – Bob Parr / Pan Úžasňák
- Holly Hunter – Hellen Parrová / Elastička
- Sarah Vowell – Viollet Parrová
- Spencer Fox – Dash Robert Parr
- Jason Lee – Buddy Pine / Syndrom
- Samuel L. Jackson – Lucius Best / Mražoun
- Elizabeth Peña – Mirage
- Brad Bird – Edna Módní

## Hudba
Hudbu k filmu složil Michael Giacchino. Při tvorbě se inspiroval hudbou z filmů 60. let. Např. trubky nedal pouze jako podbarvení hudby, ale jako hlavní nástroj, a proto hudba zní melodicky.[zdroj⁠?!] Giacchino spolupracoval se svým přítelem Timem Sixem, který pracoval na hudbě ještě v dobách, kdy se nahrávalo vše současně, a ne každý nástroj samostatně, takže i pro tento film se hudba hrála společně, proto zní výrazně.[zdroj⁠?!] A především se nenahrávala digitálně, i proto zní jako ze 60. let.[zdroj⁠?!]

## Dabing
- Jaromír Meduna – Bob Parr / Pan Úžasňák
- Tatiana Vilhelmová – Hellen Parrová / Elastička
- Klára Jandová – Viollet Parrová
- Marek Páleníček – Dash Robert Parr
- Jan Maxián – Buddy Pine / Syndrom
- Pavel Kříž – Lucius Best / Mražoun
- Zuzana Stivínová ml. – Mirage
- Jiří Strach – Edna Módní